# Marc Gené
Marc Gené i Guerrero (Sabadell, 1974. március 29. –) spanyol autóversenyző, a 2009-es Le Mans-i 24 órás verseny győztese. Jelenleg a Peugeot versenyzőjeként hosszútávú versenyeken vesz részt. Testvére, Jordi szintén autóversenyző, jelenleg a Túraautó-világbajnokságban szerepel.
1999 és 2004 között több Formula–1-es csapat alkalmazásában állt. A Minardi és a Williams-istállókkal összesen harminchat futamon állt rajthoz. 2005-ben a Ferrari tesztpilótája volt.

## Pályafutása
1974. március 29-én született a spanyolországi Katalóniában található Sabadellben. 1987-ben, 13 évesen a Katalán Gokart Bajnokság második helyezettje. 1988-ban győzött, és megtetőzte a Spanyol Nemzeti Gokartbajnokság megnyerésével is. 1989-ben a Gokart Európa és Világbajnokság mezőnyében is versenyzett.
1990-ben minden idők legfiatalabb versenyzőjeként megnyerte a Spanyol Gokartbajnokság senior kategóriáját. 1991-ben a senior kategória katalán gokartbajnoka, a Gokart Világbajnokságon a 13. helyezést érte el.
1992-ben a Formula-Ford mezőnyben vezetett, ötödikként végezve a Spanyol Bajnokságban egy győzelemmel és két pole pozícióval. 1993-ban második a Formula Ford Világkupában és egy győzelemmel és három dobogós helyezéssel a Formula Ford Európa-bajnokság második helyezettjeként végzett. 1994-ben a brit Forma-3-as bajnokságban elnyerte az Év Újonca címet, és hetedikként végzett a Donington Parkban megrendezett Nemzetközi Forma-3-as Kupában. 1995-ben tizedikként végzett a brit Forma-3-ban két dobogós helyezéssel és három leggyorsabb körrel.
1996-ban megnyerte a FISA Superformula Bajnokságot, 1997-ben pedig a nemzetközi Forma-3000-es bajnokság öt futamán vett részt, azonban az évet pont nélkül zárta.
1998-ban megnyerte az Open Fortuna by Nissan bajnokságot hat győzelemmel és három pole pozícióval.
1999-ben a Formula–1 mezőnyébe került a Minardi csapat révén. Több nyolcadik és kilencedik helyezést szerzett ebben a nehéz évben. A szezon csúcsa az európai nagydíj volt, melyen hatodik helyezésével egy pontot szerzett a csapat számára, melynek legutóbb 1995-ben sikerült elérnie pontszerző helyezést. 2000-ben szintén a Minardinál versenyzett, azonban a szezont pont nélkül zárta.
2001-ben a Williams F1 csapathoz szerződött tesztpilótának, a csapatnál többször versenyzési lehetőséghez is jutott. Az első ilyen 2003-ban történt, amikor a tesztbalesetet szenvedett Ralf Schumachert helyettesítette az olasz nagydíjon, ötödikként végezve, 4 pontot szerezve. A világbajnoki pontversenyben a 17. helyen végzett. A következő évben szintén Ralf Schumachert helyettesítette, aki az USA Nagydíjon szenvedett balesetet. Gené a Francia (10.) és a brit nagydíjon (12.) állhatott rajthoz, azonban pontot nem szerzett azonban ezután a csapat a másik tesztpilótának, Antonio Pizzoniának szavazott bizalmat. Gené azóta nem vett részt egy versenyen sem.
Az év novemberében tesztpilótai szerződést kötött a Ferrari Formula–1-es csapatával, ahol Luca Badoerhez csatlakozhatott.
A 2007-es esztendőre érvényes tesztpilótai szerződéssel rendelkezik a Ferrarinál, azonban az F1-es tesztkorlátozások miatt a Peugeot csapattal gyári versenyzői szerződést kötött. 2007-ben a dízelmeghajtású 908 HDI-t vezeti a Le Mans Széria futamain és Jacques Villeneuve valamint Nicolas Minassian csapattársaként a Le Mans-i 24 órás versenyen.
Gené az egyedüli jelenlegi F1-es versenyző, aki egyetemi diplomával rendelkezik (mérnök), négy nyelven beszél folyékonyan.

## Eredményei

### Teljes Formula–1-es eredménysorozata
(Táblázat értelmezése)

(Félkövér: pole-pozícióból indult; dőlt: leggyorsabb kört futott) 

| Év   | Csapat   | 1      | 2      | 3      | 4      | 5      | 6      | 7      | 8      | 9      | 10     | 11     | 12     | 13     | 14    | 15     | 16     | 17     | 18  | Helyezés | Pont |
| ---- | -------- | ------ | ------ | ------ | ------ | ------ | ------ | ------ | ------ | ------ | ------ | ------ | ------ | ------ | ----- | ------ | ------ | ------ | --- | -------- | ---- |
| 1999 | Minardi  | AUS Ki | BRA 9  | SMR 9  | MON Ki | ESP Ki | CAN 8  | FRA Ki | GBR 15 | AUT 11 | GER 9  | HUN 17 | BEL 16 | ITA Ki | EUR 6 | MAL 9  | JPN Ki |        |     | 18.      | 1    |
| 2000 | Minardi  | AUS 8  | BRA Ki | SMR Ki | GBR 14 | ESP 14 | EUR Ki | MON Ki | CAN 16 | FRA 15 | AUT 8  | GER Ki | HUN 15 | BEL 14 | ITA 9 | USA 12 | JPN Ki | MAL Ki |     | 19.      | 0    |
| 2003 | Williams | AUS    | MAL    | BRA    | SMR    | ESP    | AUT    | MON    | CAN    | EUR    | FRA    | GBR    | GER    | HUN    | ITA 5 | USA    | JPN    |        |     | 17.      | 4    |
| 2004 | Williams | AUS    | MAL    | BHR    | SMR    | ESP    | MON    | EUR    | CAN    | USA    | FRA 10 | GBR 12 | GER    | HUN    | BEL   | ITA    | CHN    | JPN    | BRA | 23.      | 0    |

### Le Mans-i 24 órás autóverseny
| Év   | Csapat              | Autó                | Csapattárs        | Csapattárs         | Helyezés |           |
| ---- | ------------------- | ------------------- | ----------------- | ------------------ | -------- | --------- |
| 2007 | Team Peugeot Total  | Peugeot 908 HDi FAP | Nicolas Minassian | Jacques Villeneuve | Kiesett  | Motorhiba |
| 2008 | Team Peugeot Total  | Peugeot 908 HDi FAP | Nicolas Minassian | Jacques Villeneuve | 2.       |           |
| 2009 | Peugeot Sport Total | Peugeot 908 HDi FAP | Alexander Wurz    | David Brabham      | Győzelem |           |